# Tepe Heszár
Tepe Heszár (Tepe Hissar) őskori lelőhely Délkelet-Iránban, Dámgán város déli részén található. A helyszínt először 1877-ben A. Houtum Schindler fedezte fel , majd 1931-ben és 1932-ben Erich Schmidt történész tanulmányozta a Pennsylvania Múzeum Egyetemének (Schmidt 1933, 1937) nevében. 1972-ben felszíni felmérést végeztek, 1976-ban pedig a Pennsylvaniai Egyetem Múzeuma, a Torinói Egyetem és az Iráni Régészeti Kutatóközpont (Dyson és Howard, 1989) végzett itt kutatást. Az 1990-es években további ásatásokat és leletmentési munkákat végeztek.
A helyszín a Kr. e. 5. és a 2. évezred között megszakítás nélkül lakott volt. A fellelt műtárgyak és a a rekonstruálható temetkezési szokások mennyisége és kifinomultsága a lelőhely Mezopotámia és Közép-Ázsia között kulturális híd szerepének tulajdonítható.

## Periodizálás
A kutatás három nagy periódusra (I, II és III) és osztja a Tepe Hiszár-i megtelepedés történetét. (Voigt és Dyson 1992). A legrégebbi bizonytalan, de a kalkolitikus korszakban, már az 5000-es évek után keletkezett . Ezt az időszakot (Hiszár IA és IB) geometrikus, növényi és állati mintákkal díszített sártégla épületek és kézzel készített (IA) és finomabb, korongozással előállított (IB) termékek jellemzik. A legelterjedtebb formákat kis csészék, tálak és vázák képviselik.
A második periódusban (Hiszár IIA és IIB), amely a Kr. e. 4. évezredre és a harmadik évezred elejére tehető, a csiszolt kerámiák dominálnak. A lazuritgyöngyök és alabástrom leletek nagy száma, valamint a nagy mennyiségben gyártott rézalapú ötvözetek és ólom-ezüst arra utal, hogy a hely nagyon fontos szerepet játszott a közép-ázsiai kőbányákból származó fémtárgyak és féldrágakövek kereskedelmében és exportjában Mezopotámia és Egyiptom felé.
A harmadik korszak (Hiszár IIIA, IIIB és IIIC) kronologikusan a harmadik évezred második felének és a 2. évezred kezdetének feleltethető meg. A bronzkort megelőző proto-városi fázisnak nevezhető, amelyet a megnövekedett jólét, demográfiai koncentráció, a díszítetlen kerámiák tömegtermelése és a nagy nyilvános és ünnepi épületek építése jellemzett.
A kulturális folytonosság jelentősnek mondható a korai Csesme Ali-periódus iráni települései és a későbbi Hiszár időszak között.
Említésre méltó a Hiszár IIIB időszakból származó ún. „megégett épület”. Gazdag leletanyaga, a megégett emberi testek és az itt talált kovakő nyílhegyek miatt többféleképpen interpretálták. Eleinte erődnek tekintették, de egy kis kis tűzoltár felfedezése arra utalhat, hogy valójában szentély volt (Dyson és Remsen 1989).
A Kr. e. 3. évezred végén jelentős változások mentek végbe. A korábbi, jól megtervezett épületeket a Hiszár IIIC időszak szervezetlen struktúrái váltották fel, amelyeket a korábbi település szerkezetének figyelembe vétele nélkül készítettek. Emellett ebben a korszakban jelentek meg az igazán elitnek nevezhető temetkezések, mint például az úgynevezett "harcosoké", a "papé" és a "kislányé" (Schmidt 1933). Ezek némelyike olyan, a közép-ázsiai BMAC-kultúrához kötődő elemeket tartalmazott, mint a barázdált  kő oszlopok.

## Mezőgazdaság
Az emberek táplálékellátása a mezőgazdaságon alapult. A Heszár II korszaktól kezdve a növényi maradványok arra utalnak, hogy  a mezőgazdasági rendszer gabonafélékre (pelyvás és pelyva nélküli gabona, illetve árpa) és a helyi gyümölcstermelésre (olajbogyó, szőlő) alapult "(Costantini és Dyson, 66. oldal). Lencsét, borsót és más hüvelyeseket is találtak, az állatszobrocskák (szarvasmarha, kecske és juh) pedig pásztorkodásra utalnak (Mashkour 1998).
1931-32-ben az EF Schmidt mintegy nyolcszáz temetkezést írt le, amelyek közül azonban csak néhányat publikáltak: 33 a Hiszár I korszakra, 24 a Hiszár II-re és 38 a Hiszár III-ra datálható. A sírok többségét egyéni temetés jellemzi egyszerű gödrökben. A csontváz az oldalán fekszik magzati pózban, a koponya pedig kelet-északkelet felé orientálódik. Csoportos temetkezésre is van példa, 1941-ben a Hiszár IIIC időszakban pedig négy gazdag sírt találtak.

## Fémgyártás
A specializálódott szakemberek jelenléte már az első kőrézkori időszakban is bizonyítást nyert. Már a Hiszár I időszakban is készültek fémfegyverek (tőr, késpenge, nyílhegy) és egyéb fémszerszámok (tűk, szegecsek, hegyek).
A Hiszár II és III korszakban megnövekedett a réztárgyak mennyisége és minősége. Megtalálhatóak köztük különböző ékszerek (fülbevalók, medálok, karkötők), szerszámok és fegyverek (kétágú villák, lándzsák, csákányok, vésők, buzogányfejek) és luxustárgyak (edények, tükrök, ládák, díszesen öntött tűk és rudak).

## A környék további lelőhelyei
- Turang Tepe több párhuzamot mutat Tepe Hiszárral.
- Sir Ásiján Tepe 20 km-re délnyugatra fekszik Tepe Hiszártól, melynek segített tisztázni a kronológiáját.

## Galéria

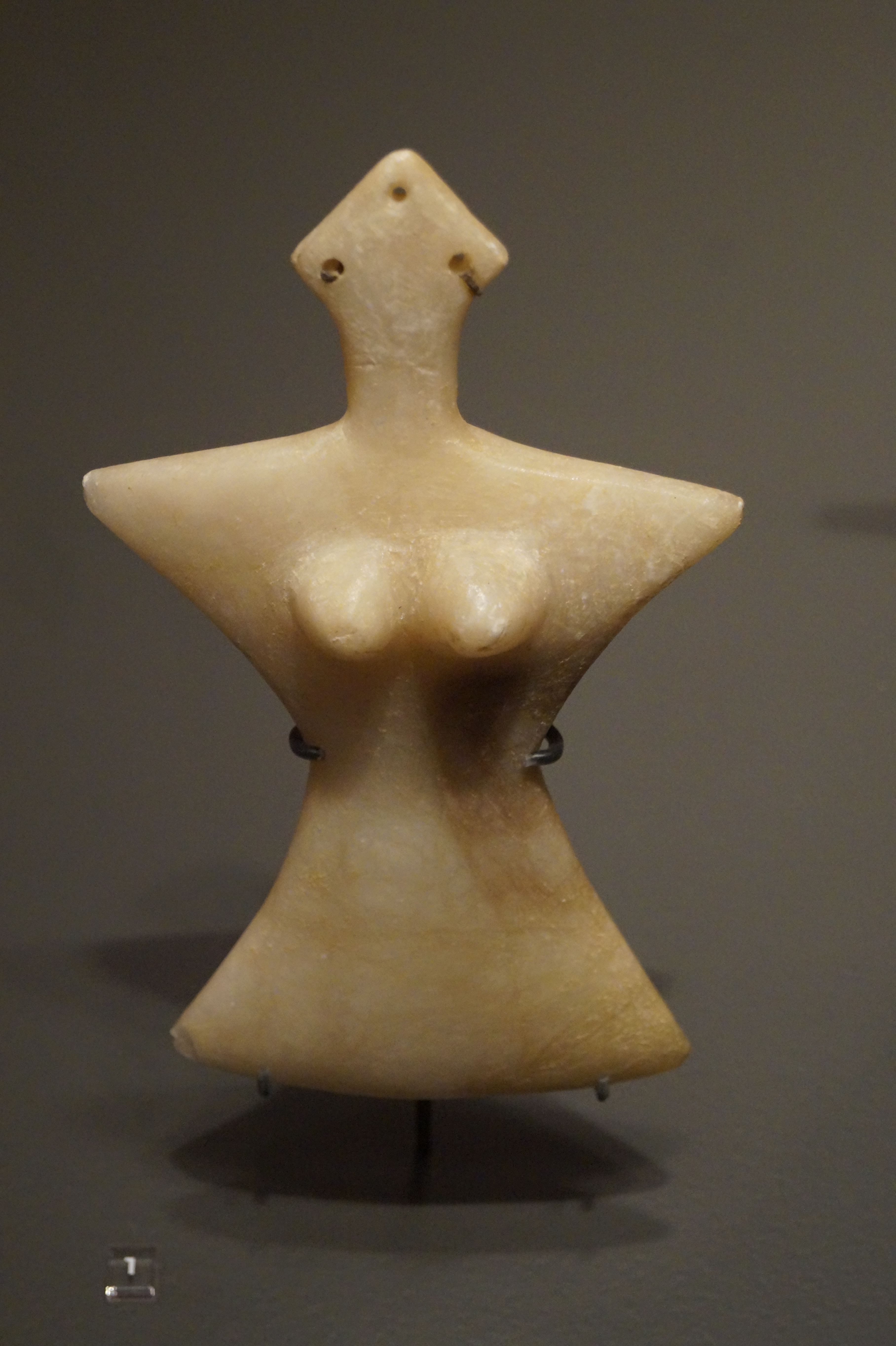
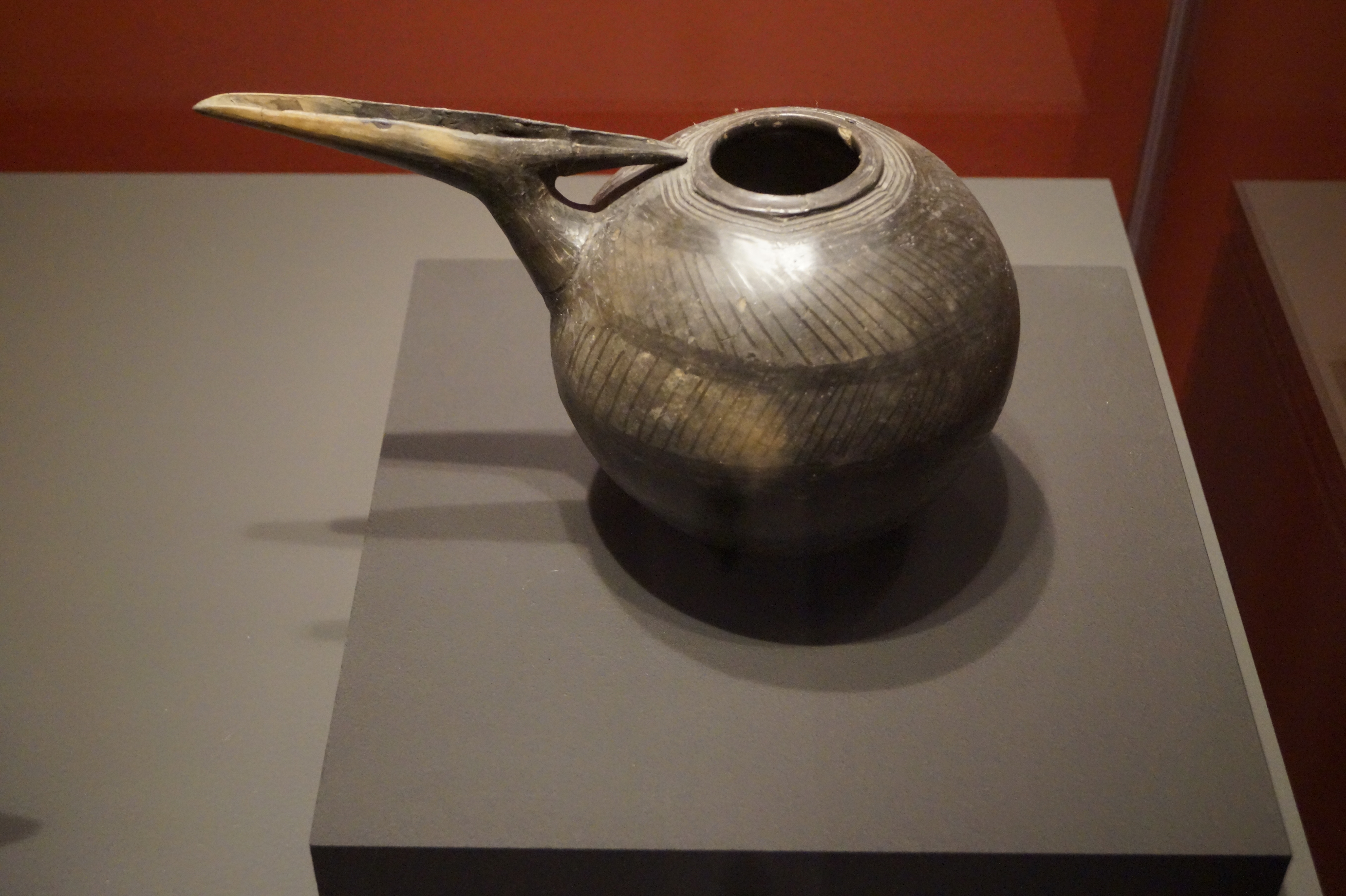
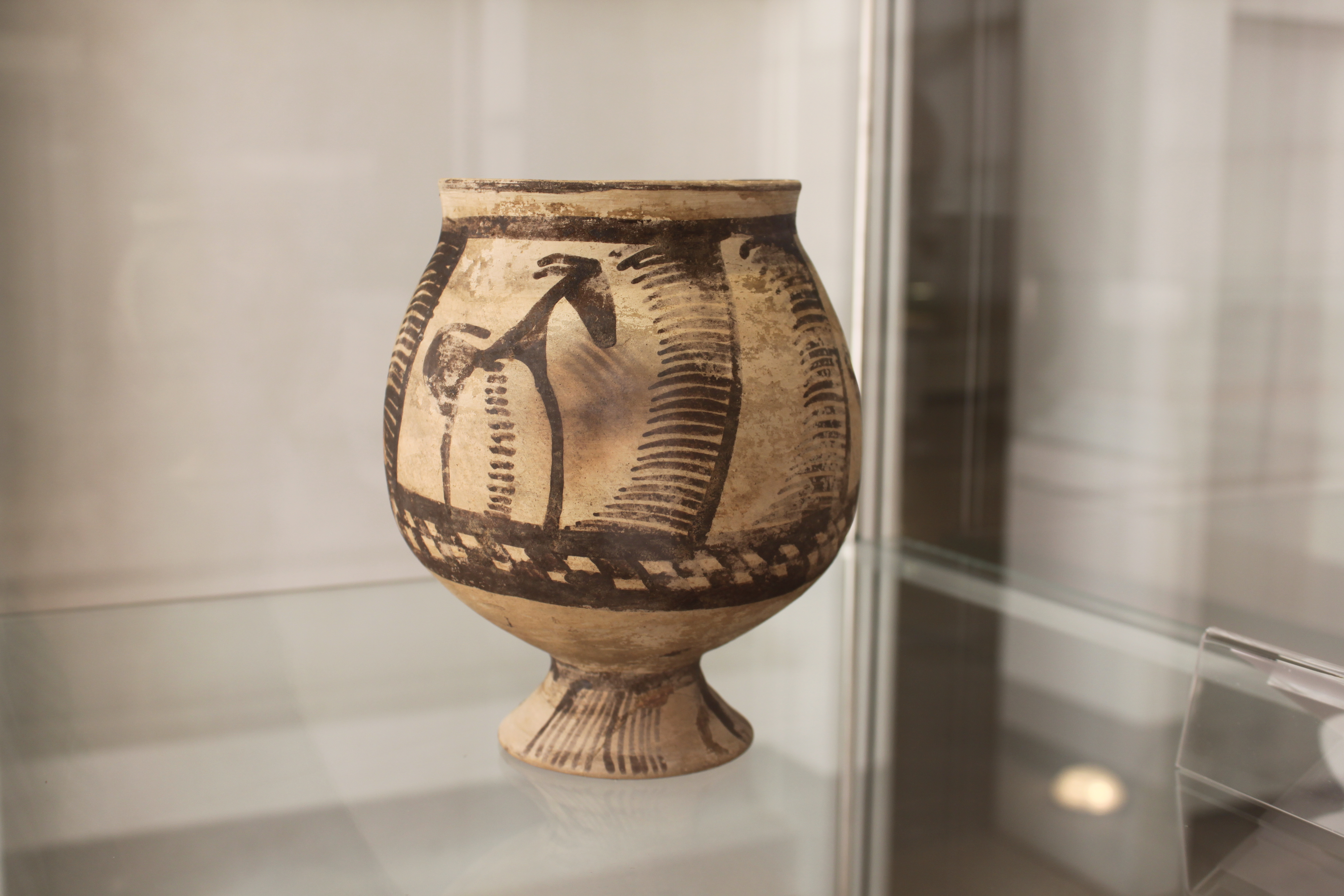